# Reichard Fuchs

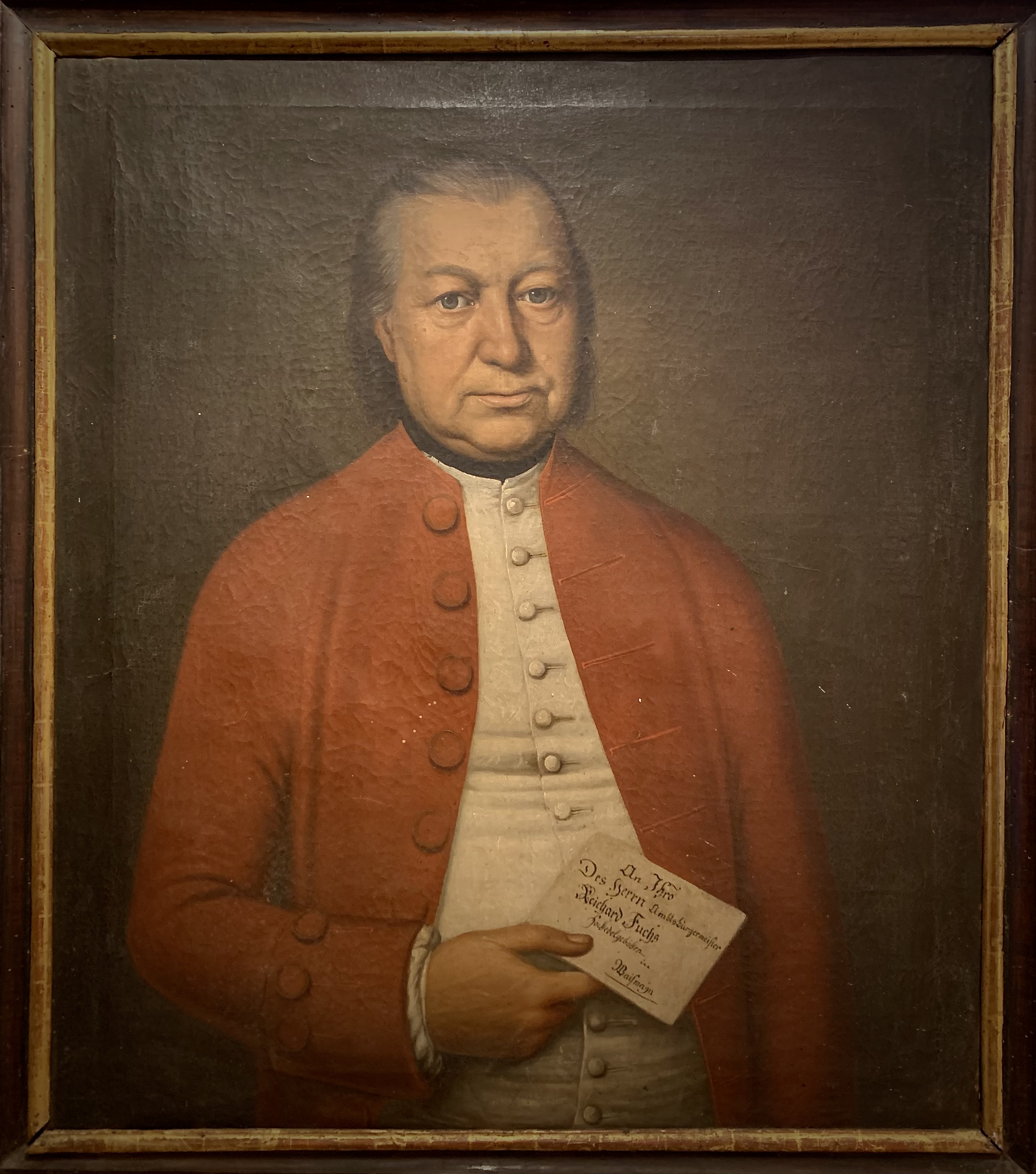
Reichard Fuchs

Reichard Fuchs (* 25. September 1728 in Weismain, Oberfranken; † 11. November 1786 ebenda) war ein oberfränkischer Bürgermeister, Gastwirt, Kirchen- und Spitalpfleger.

## Familie
Reichard Fuchs war Sohn von Hans Georg Fuchs und Kunigunda, geborene Mertz. Die bürgerliche Familie Fuchs war seit dem Jahr 1612 in Weismain ansässig. Mitglieder der Familie hatten sich bei Belagerungen der Stadt durch die Schweden im Dreißigjährigen Krieg (1618–1648) und durch die Preußen im Siebenjährigen Krieg (1756–1763) verdient gemacht.
Reichard Fuchs vermählte sich im Jahr 1757 mit Maria Barbara, geborene Hoffmann. Von den acht Kindern des Paares überlebten nur fünf die Kindheit.
Tochter Rosina (1766–1828) heiratete am 5. Februar 1787 den Zoll- u. Polizeibeamten, sowie Stadtrat im Hochstift Bamberg Franz Anton Rudhart (1755–1821) aus Altendorf. 2 Söhne gingen aus der Ehe hervor. Sohn Ignaz (1790–1838), Autor, Jurist und Politiker, stieg u. a. zum Ministerpräsidenten von Griechenland auf. Sein Bruder Georg Thomas (1792–1868) war u. a. Professor für Geschichte in Bamberg und München.

## Leben

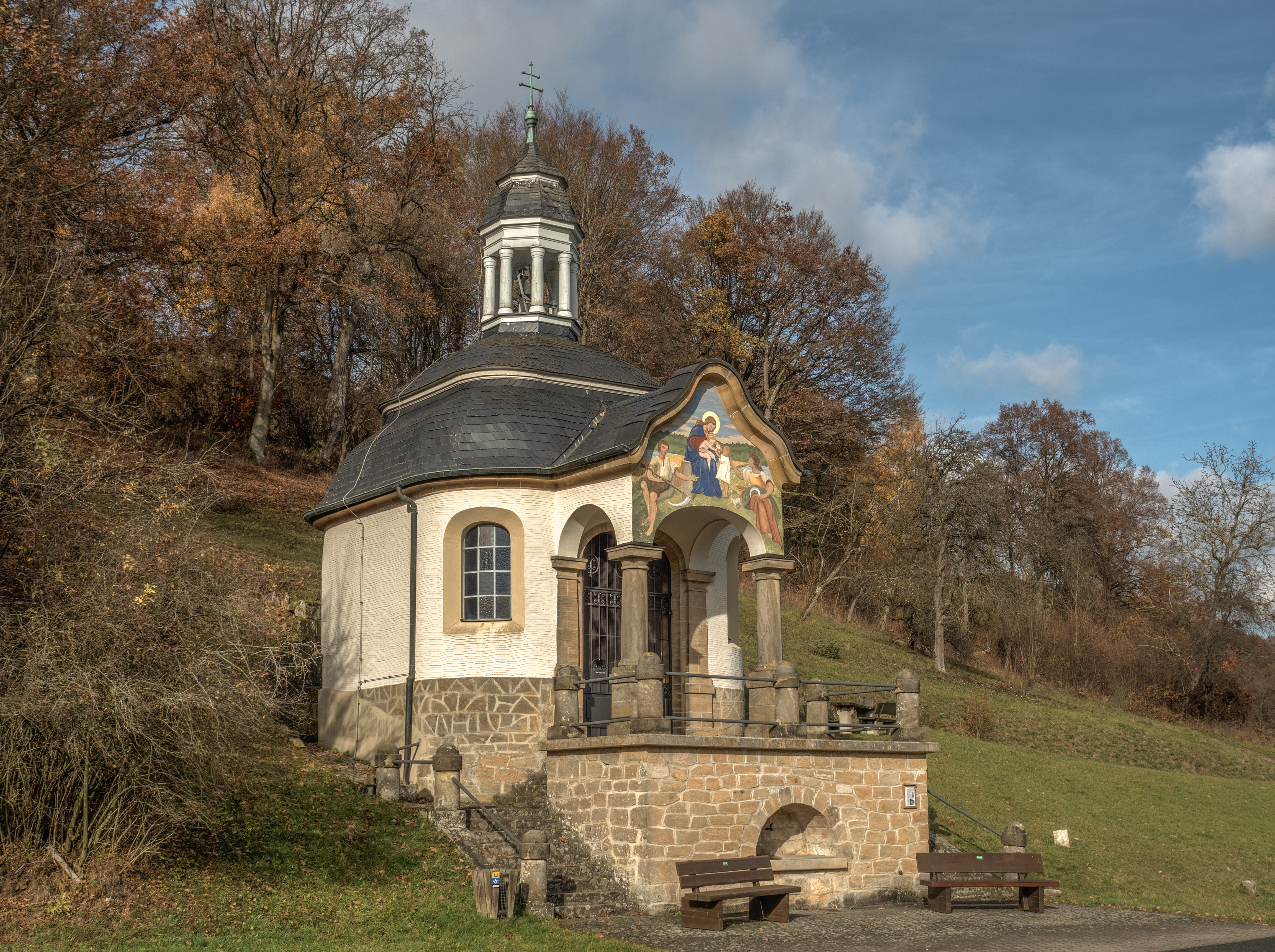
Maria-Hilf-Kapelle Erlach

Fuchs trat sein Erbe im Jahr 1746 an, betrieb den Gasthof seiner Vorfahren auf dem Stammhaus der Familie in Weismain weiter und war Bürgermeister der Stadt.

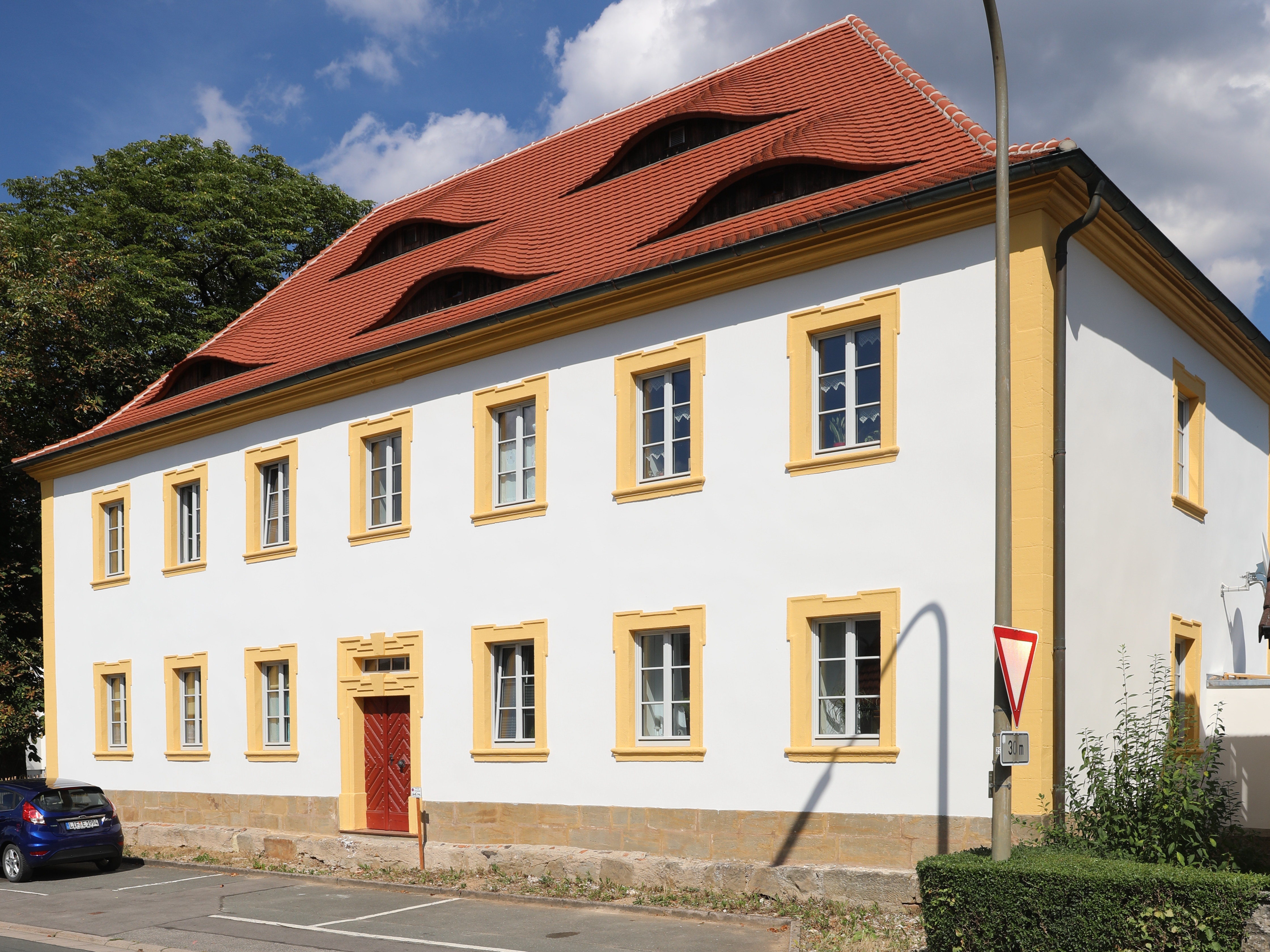
Ehemaliges Spital in Weismain

Reichard Fuchs engagierte sich im öffentlichen Leben seiner Heimatstadt. In seiner Amtszeit ließ er das Spital in Weismain neu erbauen. Die Grundsteinlegung erfolgte am 18. Juni 1771. Fuchs stiftete die hölzerne Feldkapelle Maria-Hilf nahe Erlach die 1906/07 nach Plänen von Architekt Fritz Fuchsenberger im neobarocken Stil aus Stein neu gebaut wurde. 1759 wurde er zum Kirchenpfleger berufen, welcher die dafür Verantwortlichen bei der Verwaltung des Vermögens einer Kirchengemeinde umfangreich unterstützt. Zudem beschäftigte sich Reichard Fuchs mit der Geschichte seiner Heimat und verfasste eine Chronik („Königlich schwedische Kriegsbeschreibung, so sich dahier in Weismain begeben hat“), die die Belagerung der Stadt Weismain durch die Schweden im Dreißigjährigen Krieg bis zu deren Abzug im August 1634 beschreibt.

## Gedenken
Zum Gedenken an den Abzug der Schweden findet bis heute die alljährliche Schwedenprozession in Weismain statt.
In Weismain wurde die Bürgermeister-Fuchs-Straße nach Reichard Fuchs benannt.